# Hospital de San Andrés (Mombeltrán)
El hospital de San Andrés o simplemente hospital de Peregrinos, es un antiguo hospital en España situado en el municipio de Mombeltrán, en la provincia de Ávila (comunidad autónoma de Castilla y León). Fue declarado Bien de Interés Cultural el 9 de enero de 1976. Fue fundado a principios del siglo XVI por el prior de la iglesia catedral de la ciudad de Ávila, Ruy García Manso, para acoger a los pobres y peregrinos que bajaban al monasterio de Guadalupe. La bula de fundación es del papa León X.

## Características
En el orden arquitectónico, el edificio consta de tres plantas y su fachada principal luce una portada de tres cuerpos de estilo renacentista cisneros. La entrada está flanqueada por columnas estriadas con capiteles jónicos y soportan un arquitrabe con la lápida fundacional en el centro, y a los lados el escudo de García Manso. La hornacinas en concha, de piedra roja, está encuadrada por columnillas con capiteles dóricos y unos cisnes como relieves. En la planta principal se abren ventanas enrejadas, y en la segunda, que debió ser añadida en el siglo XVIII, ventanas corridas. El zaguán conserva una inscripción gótica sobre piedra. El patio interior muestra escudos pintados y policromados a lo largo de las cuatro paredes.